# لیلک‌لی (امیرداغ)
لیلک‌لی (به ترکی استانبولی: Leylekli) یک منطقهٔ مسکونی در ترکیه است که در امیرداغ واقع شده‌است.